# Coccoloba pauciflora
Coccoloba pauciflora är en slideväxtart som beskrevs av Ignatz Urban. Coccoloba pauciflora ingår i släktet Coccoloba och familjen slideväxter. Inga underarter finns listade i Catalogue of Life.